# Leandro Sapetti
Leandro Sapetti (La Plata, Buenos Aires, Argentina, 30 de enero de 1989) es un futbolista argentino que juega de defensor y su actualmente se encuentra sin club.

## Trayectoria
Leadro Sapetti se inició en el Club Internacional, a los 7 años levantó su primer trofeo clase 89 del torneo de LIFIPA. Luego realizó las inferiores en Gimnasia y Esgrima La Plata, desde su llegada al club en el año 2000. El sábado 6 de noviembre de 2010 debuta en la Primera División de Argentina entrando de titular frente al Club Atlético Quilmes.
El martes primero de febrero de 2011, el futbolista firma un contrato de 5 años con Gimnasia asegurando su permanencia en el Club hasta el mes de junio del año 2016.
El 24 de abril de 2011 en el partido que enfrentaba a Arsenal en Sarandí, el jugador sufre una rotura de ligamentos, la misma lesión que sufrió en el año 2009, que lo tendría marginado de las canchas un largo tiempo. El Lunes 2 de mayo de 2011 el jugador fue operado de dicha lesión. Post recuperación, no pudo tener continuidad con la camiseta de Gimnasia por lo que varió en el banco de suplentes. Sin jugar, formó parte del equipo que consiguió el ascenso a la Primera División de Argentina el 28 de mayo de 2013.
A fines de junio del 2013 (aún con contrato vigente con Gimnasia) es cedido a préstamo a Villa San Carlos, en donde jugaría en la Primera B Nacional por primera vez en su carrera. La mitad de año del 2014 lo encuentra en Instituto de Córdoba.
A principios del año 2016 firma su contrato en Temperley, para jugar en la Primera División de Argentina

## Clubes
| Club                        | País      | Año         |
| --------------------------- | --------- | ----------- |
| Gimnasia y Esgrima La Plata | Argentina | 2010 - 2013 |
| Villa San Carlos            | Argentina | 2013 - 2014 |
| Instituto                   | Argentina | 2014 - 2015 |
| Temperley                   | Argentina | 2016 - 2017 |
| Villa Dálmine               | Argentina | 2017 - 2018 |
| Aldosivi                    | Argentina | 2018 - 2019 |
| Brown                       | Argentina | 2019 - 2020 |

## Estadísticas

### Clubes
- Actualizado hasta el 19 de abril de 2019.

| Gimnasia y Esgrima (LP) Argentina |                     |                     |     |   |   |   |   |    |     |   |
| 1.ª | 2010-11             | 18                  | 0   | - | - | - | - | 18 | 0   |   |
| 2.ª | 2011-12             | 2                   | 0   | 1 | 0 | - | - | 3  | 0   |   |
| 2.ª | 2012-13             | 0                   | 0   | 0 | 0 | - | - | 0  | 0   |   |
| Total club | Total club          | Total club          | 20  | 0 | 1 | 0 | - | -  | 21  | 0 |
| Villa San Carlos Argentina |                     |                     |     |   |   |   |   |    |     |   |
| 2.ª | 2013-14             | 36                  | 4   | 1 | 0 | - | - | 37 | 4   |   |
| Total club | Total club          | Total club          | 36  | 4 | 1 | 0 | - | -  | 37  | 4 |
| Instituto Argentina |                     |                     |     |   |   |   |   |    |     |   |
| 2.ª | 2014                | 13                  | 0   | - | - | - | - | 13 | 0   |   |
| 2.ª | 2015                | 31                  | 3   | 1 | 0 | - | - | 32 | 3   |   |
| Total club | Total club          | Total club          | 44  | 3 | 1 | 0 | - | -  | 45  | 3 |
| Temperley Argentina |                     |                     |     |   |   |   |   |    |     |   |
| 1.ª | 2016                | 7                   | 1   | 1 | 0 | - | - | 8  | 1   |   |
| 1.ª | 2016-17             | 0                   | 0   | 0 | 0 | - | - | 0  | 0   |   |
| Total club | Total club          | Total club          | 7   | 1 | 1 | 0 | - | -  | 8   | 1 |
| Villa Dálmine Argentina |                     |                     |     |   |   |   |   |    |     |   |
| 2.ª | 2017-18             | 23                  | 0   | 0 | 0 | - | - | 23 | 0   |   |
| Total club | Total club          | Total club          | 23  | 0 | 0 | 0 | - | -  | 23  | 0 |
| Aldosivi Argentina |                     |                     |     |   |   |   |   |    |     |   |
| 1.ª | 2018-19             | 2                   | 0   | 0 | 0 | - | - | 2  | 0   |   |
| Total club | Total club          | Total club          | 2   | 0 | 0 | 0 | - | -  | 2   | 0 |
| Total en su carrera | Total en su carrera | Total en su carrera | 132 | 8 | 4 | 0 | - | -  | 136 | 8 |
| (1) Las copas nacionales se refiere a la Copa Argentina y a la Copa de la Superliga. (2) Las copas internacionales se refiere a la Copa Libertadores y a la Copa Sudamericana. |                     |                     |     |   |   |   |   |    |     |   |